# Petrotrans
Petrotrans Ploiești a fost o companie transportatoare de petrol din România.
Compania deține 1.800 de kilometri de conducte subterane.
Număr de angajați:
- 2007: 100[1]
- 2006: 500[1]

## Furtul din conductele Petrotrans
Furtul de petrol din conductele Petrotrans a fost descoperit prima dată de o patrulă de jandarmi la mijlocul anului 2000.
Jandarmii au preferat să păstreze tăcerea în schimbul mitei.
Ulterior, în anul 2001, în „afacere” a intrat și un echipaj al Secției 5 din Poliția Capitalei, astfel că, ceea ce în 2000 era un mic business, în 2002, devenise „industrie” de sustras combustibil din conductele Petrotrans situate pe o rază largă, din nord-vestul Capitalei până în localitatea Chitila, județul Ilfov.
Urmărirea hoților a început după octombrie 2002, iar prima arestare s-a făcut abia în luna aprilie 2003.
În august 2003, procurorii Parchetului Național Anticorupție (PNA) au dispus trimiterea în judecată a 40 de persoane, dintre care 22 de politiști ai Secției 5, trei de la Poliția Buftea, trei jandarmi, un fost angajat al Poliției Ilfov, câte unul de la polițiile din Chitila și Periș și unul din cadrul IGP-SIAS, pentru furt din conductele Petrotrans.
Procurorii PNA au descoperit că bazele acestei grupări infracționale au fost puse încă din 2001, când 20 de civili au început să se ocupe cu furtul din conductele Petrotrans.
Pentru a se putea mișca în voie, membrii grupului au atras de partea lor câțiva dintre jandarmii care trebuiau să păzească traseul conductelor, precum și pe unii dintre angajații secțiilor de poliție care aveau în raza de competență atât locurile în care se fură combustibilul din conducte, cât și traseele pe care „marfa” urma să fie transportată.